# Porta Nuova (Pavia)

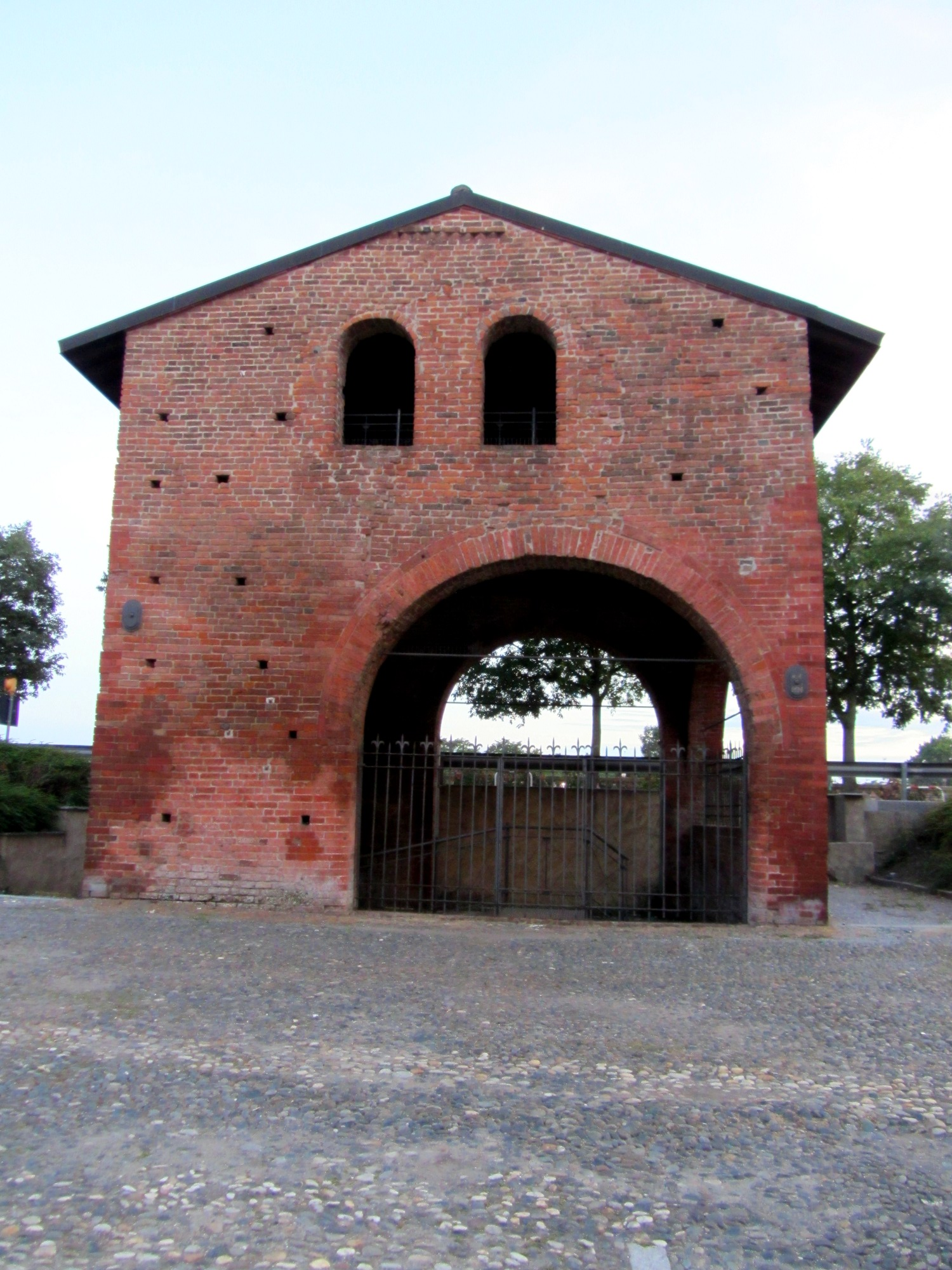
Porta Nuova, facciata verso la città.

Porta Nuova è una delle antiche porte che si aprivano nella cinta muraria di Pavia.
Si affacciava sul Ticino in corrispondenza dell'attuale Piazza di Porta Nuova.

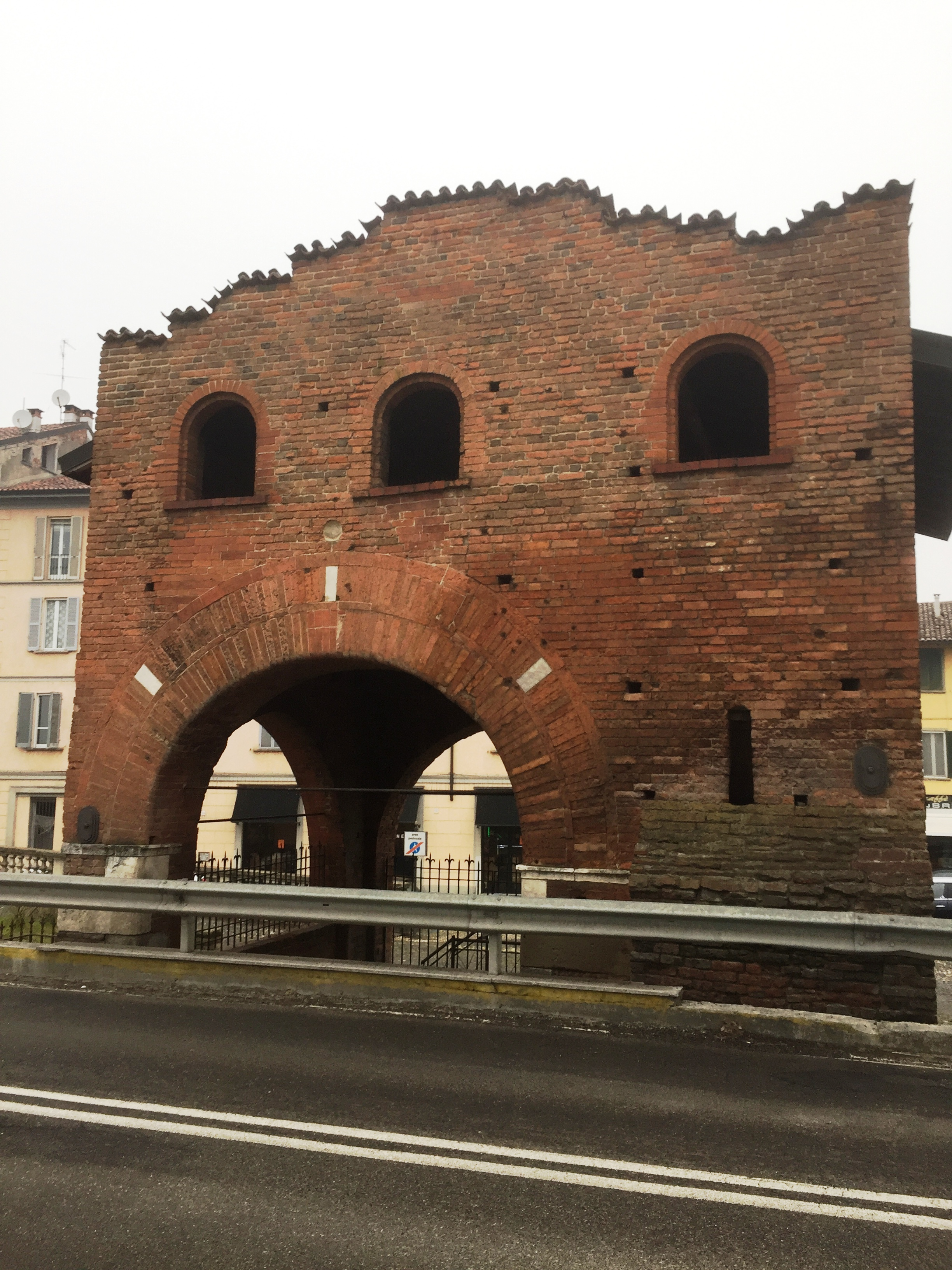
Porta Nuova facciata rivolta al fiume

## Storia
Risale alla fine dell'XI secolo e fu inglobata nelle mura spagnole tra il 1557 ed il 1560. L'intera cinta muraria fu demolita nella seconda metà dell'Ottocento e la porta restò isolata.
Il nome deriverebbe dal ponte di barche, detto 'nuovo' che la collegava all'altra sponda del fiume dove sorgevano il bastione del Terzago ed i bastioni di Porta Nuova.
Fino al 2001, anno del suo restauro ad opera del prof. Lorenzo Jurina del Politecnico di Milano, la porta si trovava in situazione statica precaria ed era puntellata con centine in legno. Dopo l'intervento l'edificio è tornato nuovamente fruibile.
Assieme a Porta Calcinara è l'unica testimonianza delle porte medievali di Pavia.

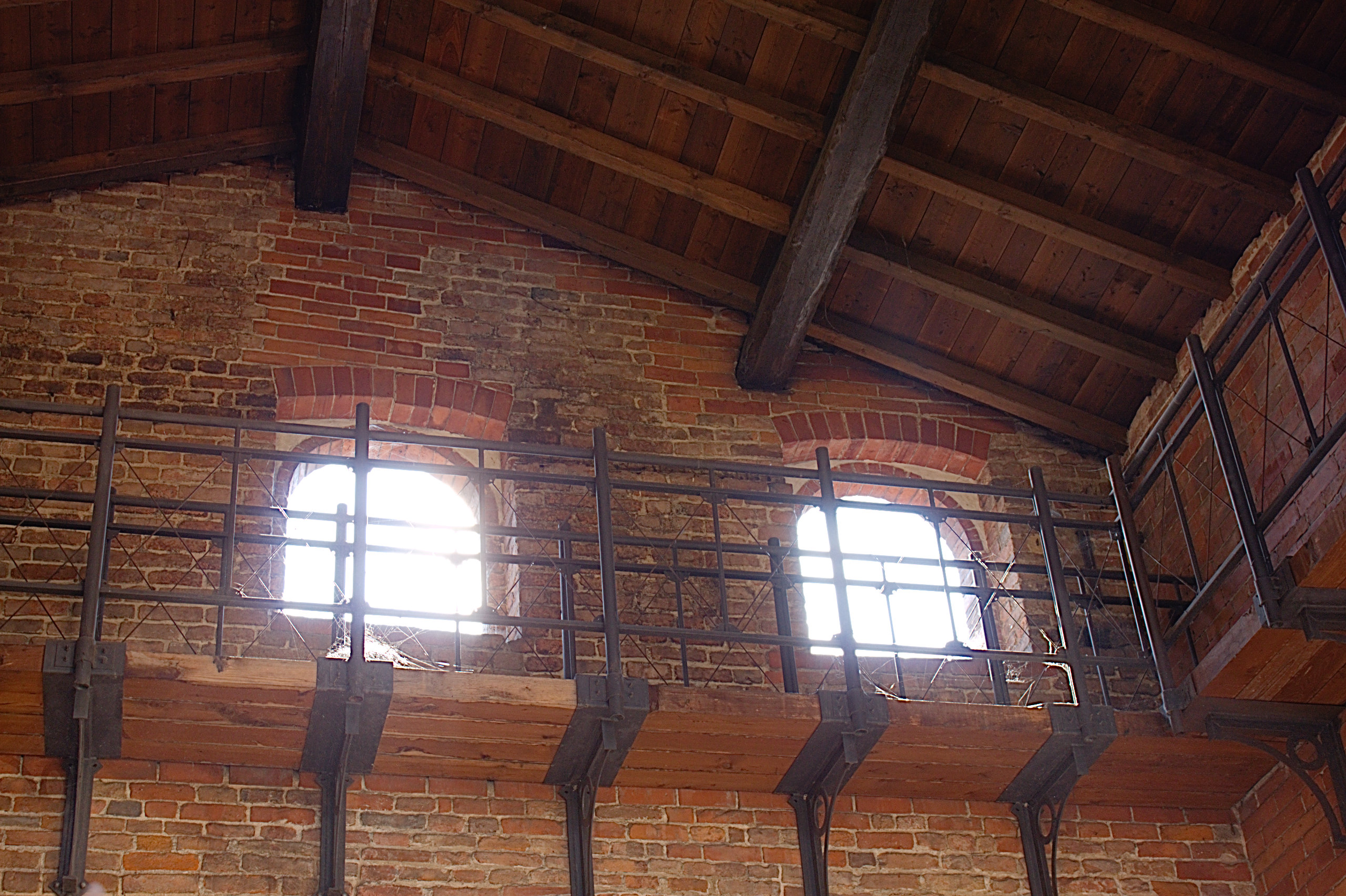
Porta Nuova, interno

## Descrizione
La porta ha subito in età moderna diversi rimaneggiamenti che ne hanno alterato soprattutto il profilo della copertura così che le proporzioni della porta appaiono fortemente schiacciate: per il semiaffondamento del basamento (peggiorato dall’innalzamento nei primi decenni del Novecento del piano di calpestio del vicino viale Lungo Ticino Sforza) e per l’artificioso abbassamento del tetto nella terminazione superiore, La struttura, di semplicissimo impianto quadrangolare, nel XVI secolo era coperta da un tetto a doppio spiovente con il colmo sull’asse nord-sud, cosicché la facciata verso il fiume si presentava quasi affine ai prospetti a capanna delle tante chiese romaniche cittadine, ma non è escluso che l’assetto fosse il risultato di  mutamenti già avvenuti nel corso dei secoli XIV e XV, per riduzione di un’originaria struttura turrita a terminazione superiore piatta e magari dotata di merli. Le tre monofore centinate, sullo stesso allineamento orizzontale, sopra l’arco di valico e la presenza di un bacino ceramico proprio sopra la chiave dello stesso arco, confermano la parentela con gli edifici religiosi che per il loro gran numero dovevano costituire la connotazione primaria di Pavia. Lo spostamento dell’ingresso tutto a sinistra, non è senza una sintonia con la coppia di monofore soprastanti, mentre a destra  si ristabilisce l’equilibrio per contrapposizione di pieno e vuoto, con uno sprone di rinforzo murario sormontato da una feritoia, in asse con la soprastante monofora.
Nella facciata verso il Ticino, sopra i sottili conci in pietra scolpiti in funzione di capitello, l’accurata apparecchiatura della duplice raggiera, con doppio bardellone con tre inserti in pietra bianca con effetto di contrappunto cromatico. Sulla fronte verso la città l’apparecchio è ripetuto in forma dimezzata e impoverito della nota cromatica degli inserti in pietra. Consideriamo la bipartizione interna in due piani, a mezzo di una soletta lignea poggiante su una risega della muratura, con esito affine alla logica spaziale del Broletto.